# Campionati mondiali di badminton 1991
I campionati mondiali di badminton 1991 sono stati la settima edizione dei campionati mondiali di badminton.
La competizione si è svolta dal 2 all'8 maggio a Copenaghen, in Danimarca.

## Medagliere
| Posiz. | Nazione       | Oro | Argento | Bronzo | Totale |
| ------ | ------------- | --- | ------- | ------ | ------ |
| 1      | Cina          | 3   | 0       | 2      | 5      |
| 2      | Corea del Sud | 2   | 0       | 4      | 6      |
| 3      | Indonesia     | 0   | 2       | 4      | 6      |
| 4      | Danimarca     | 0   | 2       | 1      | 3      |
| 5      | Svezia        | 0   | 1       | 0      | 1      |

## Podi
| Evento              | Oro                           | Argento                             | Bronzo                               |
| Singolare maschile  | Zhao Jianhua                  | Alan Budikusuma                     | Ardy Wiranata                        |
| Singolare maschile  | Zhao Jianhua                  | Alan Budikusuma                     | Liu Jun                              |
| Singolare femminile | Tang Jiuhong                  | Sarwendah Kusumawardhani            | Susi Susanti                         |
| Singolare femminile | Tang Jiuhong                  | Sarwendah Kusumawardhani            | Lee Heung-soon                       |
| Doppio maschile     | Park Joo-bong Kim Moon-soo    | Jon Holst-Christensen Thomas Lund   | Li Yongbo Tian Bingyi                |
| Doppio maschile     | Park Joo-bong Kim Moon-soo    | Jon Holst-Christensen Thomas Lund   | Bagus Setiadi Imay Hendra            |
| Doppio femminile    | Guan Weizhen Nong Qunhua      | Christine Magnusson Maria Bengtsson | Shim Eun-jung Gil Young-ah           |
| Doppio femminile    | Guan Weizhen Nong Qunhua      | Christine Magnusson Maria Bengtsson | Hwang Hye-young Chung So-young       |
| Doppio misto        | Park Joo-bong Chung Myung-hee | Thomas Lund Pernille Dupont         | Jon Holst-Christensen Grete Mogensen |
| Doppio misto        | Park Joo-bong Chung Myung-hee | Thomas Lund Pernille Dupont         | Kang Kyung-jin Shim Eun-jung         |